# Galería Kerlin
La Galería Kerlin es una galería de arte contemporáneo con sede en Dublín (Irlanda). Representa muchos artistas actuales.

## Artistas representados
Entre los artistas representados figuran Phillip Allen, Barrie Cooke, Dorothy Cross, Felim Egan, Mark Francio, Maureen Gallace, David Godbold, Richard Gorman, Siobhan Hapaska, Jaki Irvine, Merlin James, Elizabeth Magill, Brian Maguire, William McKeown, Isabel Nolan, Kathy Prendergast, Norbert Schwontkowski, Paul Seawright, Sean Shanahan, Tony Swain and Paul Winstanley, así como los que han sido nominados al Premio Turner Sean Scully (1989, 1993), Willie Doherty (1994, 2003), Stephen McKenna (1986), Callum Innes (1995 también ganador en 2022 del premio Jerwood Painting) y Phil Collins (2006).
La galería es una participante en la prestigiosa Feria de Arte Frieze (seleccionados por un jurado internacional).
Fue fundada en 1988 a Grafton Street en el centro de la capital dublinesa con 330 m2 de superficie de exposición en dos plantas.